# Mr. Flamboyant
Mr. Flamboyant  — шеститрековий міні-альбом американського репера E-40, виданий лейблом Sick Wid It Records 11 травня 1991 року на вінилі та касетах. Альбом містить продакшн від B-Legit, D-Shot та E-40.

## Список пісень
| #  | Назва                         | Тривалість |
| -- | ----------------------------- | ---------- |
| 1. | «Mr. Flamboyant»              | 5:53       |
| 2. | «Tanji»                       | 1:33       |
| 3. | «Club Hoppin'»                | 4:44       |
| 4. | «Shut It Down»                | 3:39       |
| 5. | «Tanji» (Instrumental)        | 1:31       |
| 6. | «Club Hoppin'» (Instrumental) | 4:43       |